# Марио Пузо
Марио Ђанлуиђи Пузо (енгл. Mario Gianluigi Puzo; Њујорк, 15. октобар 1920 — Беј Шор, 2. јул 1999) био је амерички писац познат по својим књигама о мафији, нарочито књизи Кум. Добио је Оскара за Најбољи адаптирани сценарио за први филм 1972. и за други део 1974. Пузо је такође написао оригинални сценарио за филм о Супермену из 1978. и његов наставак из 1980. године. Његов последњи роман, Породица, објављен је постхумно 2001.

## Биографија
Пузо је рођен у сиромашној породици сицилијанских имиграната у Пакленој Кухињи, четврти Менхетна, у Њујорку, у којој је и одрастао. Након што је дипломирао на градском колеџу у Њујорку, приступио је америчкој војној авијацији у Другом светском рату. Међутим, због слабог вида, војска му није дозволила да учествује у војним операцијама, већ је био распоређена на место официра за односе са јавношћу у Немачкој. Након рата похађао је њујоршку Нову школу за друштвена истраживања у Универзитет Колумбија.
Најпознатијем Пузовом роману, Кум, претходила су дела Мрачна Арена и Срећни Ходочасник, која нису промакла будном оку критике. Кум је објављен 1969. године, након што је Пузо слушао анегдоте о мафијашким организацијама током времена док се бавио новинарством.
Кум је касније претворен у трилогију филмова које је режирао Френсис Форд Копола, а који су објављени 1972, 1974. и 1990. године. Иако су прва два филма била изузетно популарна и веома цењена, трећи није имао такав успех и био је слабо примљен, како од критике, тако и од публике.
Поред тога што је био косценариста, заједно са Кополом, у сва три филма Кум (филм), Пузо је написао и прву верзију сценарија за филм катастрофе Земљотрес, из 1974, на којем није могао даље радити због обавеза око филма Кум II. Такође Пузо је био и косценариста за филм Супермен из 1978. године.
Последњи роман, који је Пузо за живота објавио, био је Последњи Дон, из 1996. по којем је снимљена и успешна мини-серија.
Пузо није доживео објављивање своје претпоследње књиге Закон Ћутања, која је изашла 1999, али текст је већ био довршен и тако је ова књига постала његово последње дело. Исти случај је био и са његовом последњом књигом Породица, на којој је радио последње две деценије свог живота, а која је објављена 2001. Међутим, ову књигу је довршила Пузова дугогодишња сапутница Керол Ђино.
Марио Пузо је преминуо 2. јула 1999. године у свом дому у Беј Шору, на Лонг Ајленду. Цео свој живот, Пузо је сматрао да је његова књига Срећни Ходочасник његово најбоље дело. У једном од својих последњих интервјуа, изјавио је да је ожалошћен чињеницом да је Кум, фикција коју није никада волео, надмашила причу о поштеној борби његове мајке, као имигранта у Америци, да завреди поштовање, и о њеној храбрости и љубави, што је описано у Срећном Ходочаснику.

## Лични живот
Пузо је рођен у четврти Хелс кичен у Њујорку у породици италијанских имиграната из Питрадефузија, провинција Авелино, Кампанија. Када је Пузо имао 12 година, његов отац, који је радио као железнички радник за Њујоршку централну железницу, одведен је у Пилгрим Стејт психијатријску болницу због шизофреније, а његова жена Марија је остала сама да одгаја њихово седморо деце. У Другом светском рату служио је у ваздушним снагама америчке војске у Немачкој, а касније је дипломирао на Градском колеџу у Њујорку. Пузо се оженио Немицом Ериком, са којом је имао петоро деце. Када је Ерика умрла од рака дојке у 58. години живота 1978. године, њена медицинска сестра, Карол Џино, постала је Пузов компањон.

## Каријера
Године 1950, његова прва кратка прича „Последњи Божић“ објављена је у америчком Вангарду. После рата написао је своју прву књигу Тамна арена, која је објављена 1955. године.
Брус Џеј Фридман је 1960. године ангажовао Пуза као помоћника уредника групе мушких пулп часописа са насловима као што су Male, Men. Под псеудонимом Марио Клери, Пузо је написао авантуристичке прилоге из Другог светског рата за часопис True Action.
Године 1969, објављено је Пузоово најпознатије дело Кум. Пузо је навео да је ова прича настала из истраживања организованог криминала, а не из личног искуства, и да је настојао да напише нешто што ће се свидети масама. Роман је остао на листи најпродаванијих Њујорк Тајмса 67 недеља и продат је у преко девет милиона примерака за две године. Књига је касније развијена у филм Кум (1972), који је режирао Френсис Форд Копола. Парамаунт пикчерс је првобитно сазнао за Пузов роман 1967. када је књижевни скаут компаније контактирао тадашњег потпредседника Парамоунта за продукцију Питера Барта у вези са Пузовим недовршеним рукописом од шездесет страница. Барт је веровао да је дело „много више од приче о мафији“ и понудио је Пузу опцију од 12.500 долара за рад, уз опцију од 80.000 долара ако се готово дело преслика у филм. Упркос томе што Пузу његов заступник саветовао да одбије понуду, Пузо је био очајан за новцем и прихватио је понуду. Роберт Еванс из Парамоунта прича да је, када су се упознали почетком 1968, он је понудио Пузу уговор од 12.500 долара за рукопис од 60 страница под називом Мафија након што му је аутор поверио да му је хитно потребно 10.000 долара да отплати коцкарске дугове. Филм је добио три награде у 11 номинација за Оскара, укључујући Пузовог Оскара за најбољи адаптирани сценарио.
Копола и Пузо су затим сарађивали на наставцима оригиналног филма, The Godfather Part II (1974) и The Godfather Part III (1990). Копола и Пузо су више волели наслов Смрт Мајкла Корлеона за трећи филм, али је Парамаунт пикчерс сматрао да је то неприхватљиво. У септембру 2020, за 30. годишњицу филма, најављено је да ће нова верзија филма под називом Кум Марија Пуза, Кода: Смрт Мајкла Корлеона, имати ограничено приказивање у биоскопима у децембру 2020. праћено дигиталним и блу-рајом. Копола је рекао да је филм верзија коју су он и Пузо првобитно замислили и да „доказује” свој статус међу трилогијом.
Године 1991, објављена је Пузоова спекулативна фикција Четврти К; усредсређује се на измишљеног члана династије породице Кенеди који постаје председник Сједињених Држава почетком 2000-их.
Пузо није дочекао објављивање своје претпоследње књиге, Омерта, мада је рукопис завршен пре његове смрти, као и рукопис за Породицу. Међутим, у рецензији која је првобитно објављена у Сан Франциско Хрониклу, Џулес Сигел, који је блиско сарађивао са Пузом у Компанији за управљање часописима, спекулисао је да је Омерту можда завршио „неки неталентовани хак“. Сигел је такође признао искушење да се „рационализује избегавање онога што је вероватно исправна анализа — да је [Пузо] то написао и то је ужасно“.

## Смрт
Пузо је преминуо од срчане инсуфицијенције 2. јула 1999. у својој кући у Беј Шору у Њујорку, у 78. години.

## У популарној култури
У априлу 2022, Парамоунт+ је почео да приказује The Offer, драматичну мини серију од 10 епизода која говори о измишљеној причи о стварању The Godfather, укључујући Пузову одлуку да напише прву књигу у ономе што је постало серијал. Патрик Гало игра Пузоа. Викторија Келехер игра његову жену Ерику.

## Радови

### Новеле
- Мрачна Арена (1955)
- Срећни Ходочасник (1965)
- Кум (1969)
- Будале Умиру (1975)
- У Лас Вегасу (1977)
- Сицилијанац (1984)
- Четврти К (1991)
- Последњи Дон (1996)
- Закон Ћутања (1999)
- Породица (2001)

#### Серије
1. The Godfather (1969)
2. The Sicilian (1984) - одвија се између 6. и 7. књиге The Godfather

### Нефикција
- "Test Yourself: Are You Heading for a Nervous Breakdown?" као Марио Клери (1965)
- The Godfather Papers and Other Confessions (1972)
- Inside Las Vegas (1977)

### Кратке приче
Све кратке приче, осим „Последњег Божића”, писане су под псеудонимом Марио Клери.
- "The Last Christmas" (1950)
- "John 'Red' Marston's Island of Delight" (1964)
- "Big Mike's Wild Young Sister-in-law" (1964)
- "The Six Million Killer Sharks That Terrorize Our Shores" (1966)
- "Trapped Girls in the Riviera's Flesh Casino" (1967)
- "The Unkillable Six" (1967)
- "Girls of Pleasure Penthouse" (1968)
- "Order Lucy For Tonight" (1968)
- "12 Barracks of Wild Blondes" (1968)
- "Charlie Reese's Amazing Escape from a Russian Death Camp" (1969)

### Сценарији и филмске адаптације
- The Godfather (1972)
- Earthquake (1974 - август, 1972 само нацрт сценарија)
- The Godfather Part II (1974)
- Superman (1978)
- Superman II (1980)
- A Time to Die (1982)
- The Cotton Club (1984)
- The Sicilian (1987)
- The Fortunate Pilgrim (1988)
- The Godfather Part III (1990)
- Christopher Columbus: The Discovery (1992)
- Superman II: The Richard Donner Cut (2006)
- The Godfather, Coda: The Death of Michael Corleone (2020)

### Адаптације видео игрица
- The Godfather (1991)
- The Godfather (2006)
- The Godfather II (2009)